# Laurence Vincent-Lapointe
Laurence Vincent-Lapointe (ur. 27 maja 1992 w Shawinigan) – kanadyjska kanadyjkarka, jedenastokrotna mistrzyni świata, złota medalistka igrzysk panamerykańskich.
Jako wielokrotna mistrzyni świata w sprincie jedynek nigdy nie mogła wystąpić w igrzyskach olimpijskich, ponieważ w tych zawodach nie są rozgrywane konkurencje kanadyjkarek.

## Zarzut stosowania dopingu
W sierpniu 2019 roku, na kilka dni przed mistrzostwami świata w Segedyn, Laurence Vincent-Lapointe została zawieszona przez Międzynarodową Federację Kajakową - w związku z podejrzeniem o stosowanie przez nią niedozwolonego dopingu.